# Halle-Ingooigem 2018
La 71.ª edición de la clásica ciclista Halle-Ingooigem, fue una carrera en Bélgica que se celebró el 19 de junio de 2018 sobre un recorrido de 201 kilómetros con inicio en la ciudad de Halle y final en la ciudad de Ingooigem.
La carrera hizo parte del UCI Europe Tour 2018, dentro de la categoría 1.1
La carrera fue ganada por el corredor holandés Danny van Poppel del equipo Team LottoNL-Jumbo, en segundo lugar Fabio Jakobsen (Quick-Step Floors) y en tercer lugar Sean De Bie (Vérandas Willems-Crelan).

## Equipos participantes
Tomaron parte en la carrera 24 equipos: 3 de categoría UCI WorldTeam; 9 de categoría Profesional Continental; y 11 de categoría Continental; además de la selección belga. Formando así un pelotón de 160 ciclistas de los que acabaron 118. Los equipos participantes fueron:
| WorldTeams (3)- Lotto Soudal - Quick-Step Floors - Lotto NL-Jumbo Equipos continentales profesionales (9)- Wanty-Groupe Gobert - Sport Vlaanderen-Baloise - Vérandas Willems-Crelan - WB-Aqua Protect-Veranclassic - Roompot-Nederlandse Loterij - Cofidis, Solutions Crédits - Aqua Blue Sport - Israel Cycling Academy - Vital Concept Equipos continentales (11)- Cibel-Cebon - Marlux-Bingoal - BEAT Cycling Club - Bennelong-SwissWellness-Cervélo - Drapac-Pat's Veg Holistic Development - Metec-TKH Continental Cyclingteam p/b Mantel - SEG Racing Academy - Tarteletto-Isorex - Differdange-Losch - Sovac-Natura4Ever - T.Palm-Pôle Continental Wallon Equipo nacional- Bélgica |
| |

## Clasificación final
- Las clasificaciones finalizaron de la siguiente forma:[4]

| \| Clasificación general \| Clasificación general \| Clasificación general \| Clasificación general \| Clasificación general \| \| Ciclista \| Ciclista \| Equipo \| Tiempo \| \| \| --------------------- \| --------------------- \| ---------------------------- \| --------------------- \| --------------------- \| \| 1.º \| Danny van Poppel \| LottoNL-Jumbo \| 4 h 30 min 40 s \| \| \| 2.º \| Fabio Jakobsen \| Quick-Step Floors \| + 0 s \| \| \| 3.º \| Sean De Bie \| Verandas Willems-Crelan \| + 0 s \| \| \| 4.º \| Hugo Hofstetter \| Cofidis, Solutions Crédits \| + 0 s \| \| \| 5.º \| Kris Boeckmans \| Vital Concept \| + 0 s \| \| \| 6.º \| Timothy Dupont \| Wanty-Groupe Gobert \| + 0 s \| \| \| 7.º \| Kevyn Ista \| WB-Aqua Protect-Veranclassic \| + 0 s \| \| \| 8.º \| August Jensen \| Israel Cycling Academy \| + 0 s \| \| \| 9.º \| Jasper Stuyven \| Trek-Segafredo \| + 0 s \| \| \| 10.º \| Tosh Van der Sande \| Lotto-Soudal \| + 0 s \| \| |                    |                              |                 |
| |                    |                              |                 |
| Fuente: ProCyclingStats |                    |                              |                 |
| Clasificación general |                    |                              |                 |
| Ciclista | Ciclista           | Equipo                       | Tiempo          |
| 1.º | Danny van Poppel   | LottoNL-Jumbo                | 4 h 30 min 40 s |
| 2.º | Fabio Jakobsen     | Quick-Step Floors            | + 0 s           |
| 3.º | Sean De Bie        | Verandas Willems-Crelan      | + 0 s           |
| 4.º | Hugo Hofstetter    | Cofidis, Solutions Crédits   | + 0 s           |
| 5.º | Kris Boeckmans     | Vital Concept                | + 0 s           |
| 6.º | Timothy Dupont     | Wanty-Groupe Gobert          | + 0 s           |
| 7.º | Kevyn Ista         | WB-Aqua Protect-Veranclassic | + 0 s           |
| 8.º | August Jensen      | Israel Cycling Academy       | + 0 s           |
| 9.º | Jasper Stuyven     | Trek-Segafredo               | + 0 s           |
| 10.º | Tosh Van der Sande | Lotto-Soudal                 | + 0 s           |

## UCI World Ranking
La Halle-Ingooigem otorga puntos para el UCI Europe Tour 2018 y el UCI World Ranking, este último para corredores de los equipos en las categorías UCI WorldTeam, Profesional Continental y Equipos Continentales. Las siguientes tablas muestran el baremo de puntuación y los 10 corredores que obtuvieron más puntos:
| Posición              | 1.ª | 2.ª | 3.ª | 4.ª | 5.ª | 6.ª | 7.ª | 8.ª | 9.ª | 10.ª |
| Clasificación general | 125 | 85  | 70  | 60  | 50  | 40  | 35  | 30  | 25  | 20   |

| 1.º  | Danny van Poppel   | LottoNL-Jumbo                | 125 |
| 2.º  | Fabio Jakobsen     | Quick-Step Floors            | 85  |
| 3.º  | Sean De Bie        | Vérandas Willems-Crelan      | 70  |
| 4.º  | Hugo Hofstetter    | Cofidis, Solutions Crédits   | 60  |
| 5.º  | Kris Boeckmans     | Vital Concept                | 50  |
| 6.º  | Timothy Dupont     | Wanty-Groupe Gobert          | 40  |
| 7.º  | Kevyn Ista         | WB-Aqua Protect-Veranclassic | 35  |
| 8.º  | August Jensen      | Israel Cycling Academy       | 30  |
| 9.º  | Jasper Stuyven     | Selección de Bélgica         | 25  |
| 10.º | Tosh Van der Sande | Lotto Soudal                 | 20  |